# Prix Ciwara
Le Prix Ciwara est un ordre honorifique malien décliné en plusieurs catégories.

## Présentation
Le ciwara est, en bambara, le symbole du travail bien fait.

## Les différents prix

### Ciwara d'exception
Décerné à des personnalités, ce prix est une des plus hautes distinctions du pays,.
- 1997 : Amadou Toumani Touré[4]
- 1997 : Diola Bagayoko[5]

### Ciwara d'excellence
Ce prix est décerné aux meilleures entreprises publiques maliennes.
- 1997 : Alioune Blondin Béye[7].
- 1995 : Aminata Dramane Traoré[8].

### Ciwara d'or
En 2006, l'État malien a institué le « CSCOM Ciwara d'or » qui vise à récompenser les meilleurs Centres de santé communautaires (CSCOM) du pays,.
- 2006 : 
  - CSCOM de Dangassa[6].
- 2011 : 
  - CSCOM de Pekena[10].
  - CSCOM de Yirimadio[11].
  - CSCOM de Toya[12].